# Michael Olaitan
Michael Olaitan Oyeneye (* 1. Januar 1993 in Jos) ist ein nigerianischer Fußballspieler, der derzeit beim griechischen Erstligisten Olympiakos Piräus unter Vertrag steht. Er spielt bevorzugt im Außensturm.

## Karriere
Michael Olaitan begann seine Karriere als Junior bei den Mighty Jets in Nigeria. Im Februar 2011 wechselte der damals 18-Jährige zum griechischen Zweitligisten Veria FC. Ihm gelang mit dem Verein der Aufstieg in die erste griechische Liga, die Superleague. Am 27. Dezember 2012 wurde Olaitan von der griechischen Footballleague zum „Talent des Jahres“ gewählt. Seine guten Leistungen in der Saison 2012/13 blieben nicht unbemerkt. Olympiakos Piräus sicherte sich im Sommer 2013 die Dienste des nigerianischen Stürmers. Olaitan unterschrieb einen Vierjahresvertrag beim griechischen Rekordmeister.

## Erfolge/Titel

### Verein
- Griechischer Meister: 2013/14, 2014/15 mit Olympiakos Piräus
- Griechischer Pokalsieger: 2014/15